# 인터내셔널 비즈니스 컴퍼니
인터내셔널 비즈니스 컴퍼니(International business company, IBC)는 주로 조세 회피를 위해 세워진다. 합법적으로  등기되어 있는 역외회사와는 유사하나, 등기 되어있지 않은 유령회사와는 엄연히 다르다.

## 같이 보기
- 다국적 기업